# Вутакаси
Вутака́си (рос. Вутакасы, чув. Вăтакас) — присілок у складі Цівільського району Чувашії, Росія. Входить до складу Першостепановського сільського поселення.
Населення — 54 особи (2010; 68 у 2002).
Національний склад:
- чуваші — 96 %